# Verdrag van Valiesar

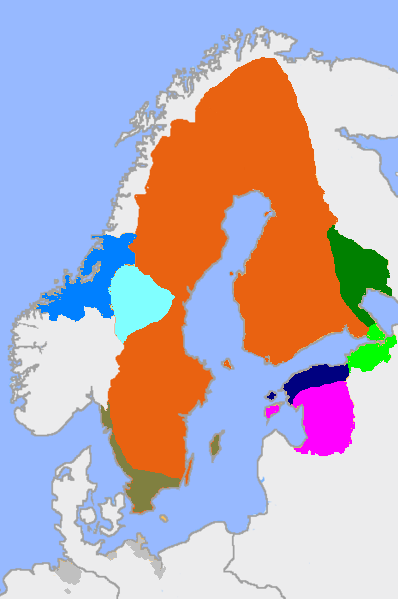
Zweden in 1658. Ingermanland is aangegeven in lichtgroen, Estland in blauw en Lijfland in paars.

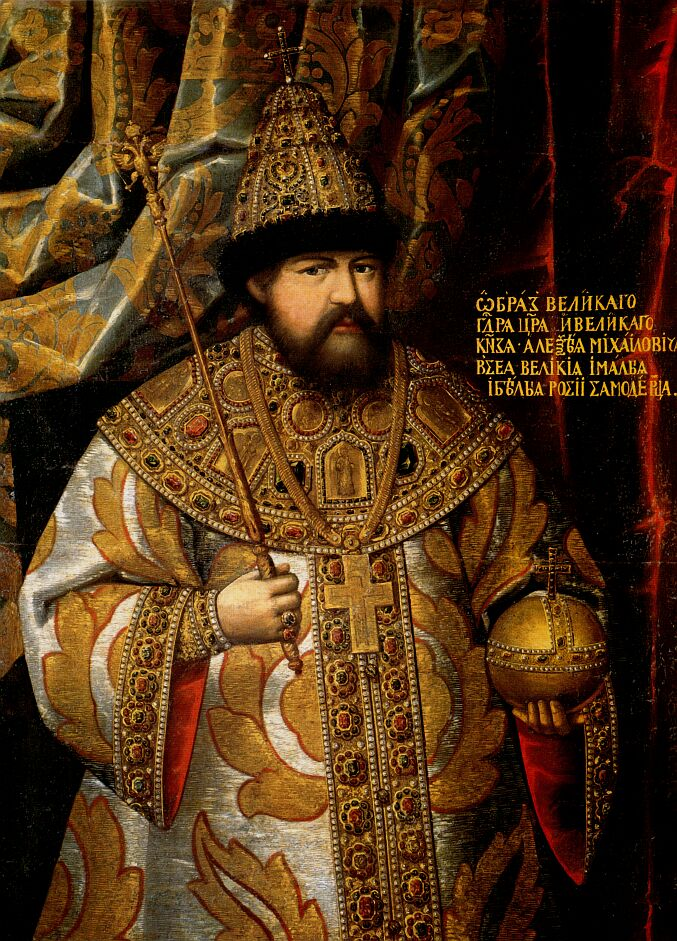
Tsaar Alexis van Rusland

Het Verdrag van Valiesar of de Wapenstilstand van Valiesar (Zweeds: Stilleståndet i Valiesar; Russisch: Валиесарский договор 1658; Estisch: Vallisaare vaherahu)  was een wapenstilstand die een einde maakte aan de Russisch-Zweedse Oorlog van 1656-1658. Het staakt-het-vuren werd gesloten op 20 december 1658 in Valiesar, een dorpje ten noorden van Narva in Estland.

## Achtergrond
Zweden groeide in de 17e eeuw uit tot een Europese grootmacht die het grootste deel van de gebieden langs de Oostzee in bezit had. Hiermee kwamen de Zweden in conflict met Rusland, dat toegang tot de Oostzee zocht.
In 1654 viel Rusland het Pools-Litouwse Gemenebest binnen, waarna ook de Zweden het Pools-Litouwse Gemenebest binnenvielen en de door de Russen veroverde gebieden opeisten. De Russen verklaarden hierop de oorlog aan Zweden en vielen het Zweedse Ingermanland (het gebied rond het huidige Sint-Petersburg) binnen. De Russen had echter weinig succes, en de Zweden wisten het grootste deel van Ingermanland weer te heroveren. 
Met het oog op het Zweedse vredesverdrag met Denemarken, besloot de Russische tsaar Alexis om het conflict met Zweden te beëindigen en zijn aandacht weer volledig op Polen-Litouwen te richten. Op 30 april 1658 werd een akkoord tot vredesonderhandelingen gesloten met de Zweedse delegatie in Moskou, gevolgd door de wapenstilstand in Valiesar op 20 december.

## Het verdrag
Zweden en Rusland sloten een wapenstilstand voor een periode van drie jaar. De Russen mochten in deze periode de gebieden in Ingermanland en Lijfland behouden die ze op 21 mei 1658 bezet hielden. Hieronder vielen onder meer Kokenhusen, Dorpat, Marienborg, Syrensk, Yama, Dinaburg, Rēzekne en enkele kleinere plaatsen.
Daarnaast kwamen Zweden en Rusland overeen om geen steun te verlenen aan Polen-Litouwen of een andere vijand van de andere partij. Krijgsgevangenen werden vrijgelaten en er mocht weer vrije handel tussen de twee landen gevoerd worden. 
De wapenstilstand werd nooit geratificeerd door de Russen. Het verdrag was vooral bedoeld als een manier voor de Russen om tijd te winnen.

## Nasleep
De driejarige wapenstilstand eindigde met een permanent vredesverdrag, de Vrede van Kardis op 21 juni 1661, waarbij Rusland alle veroverde Zweedse gebieden weer opgaf. De vrede tussen Rusland en Zweden bleef zo'n 40 jaar in stand, tot het uitbreken van de Grote Noordse Oorlog in 1700. Hierbij kreeg Rusland alsnog de Zweedse bezittingen langs de Oostzee in handen en nam de rol als Europese grootmacht over van Zweden.